# コルネリス・ノルベルトゥス・ヘイスブレヒツ
コルネリス・ノルベルトゥス・ヘイスブレヒツ(Cornelis Norbertus Gijsbrechts / Gysbrechts 1630年頃 - 1675年頃) は、17世紀後半にベルギー、ドイツ、デンマーク、スゥエーデンで活動したフランドルの画家であり、もっぱらトロンプイユを描いた。トロンプイユとは、二次元で描かれたものを鑑賞者に錯視させ、本物の三次元の物体であると思わせる芸術ジャンルのことである。

## 生涯と作品
ヘイスブレヒツがいつどこで生まれたのかははっきりとは分かっておらず、彼の晩年の活動についても記録には残っていない。そもそも彼の名前は同時代の美術史には残っていないのである。彼の作品としてわかっている最も古い作品が1657年のものである。おそらく彼は1660年代はじめにはドイツにおり、レーゲンスブルクなどで皇帝レオポルト1世に仕えていた可能性があるが、確かとはいえない。1664年前後からハンブルクで何年か過ごしたとされる。
ヘイスブレヒツは遅くとも1668年にはデンマークにおり、おそらく同じ年から1670年ごろには専制的なデンマーク王フレデリク3世お抱えの芸術家として雇われるようになった。その後1670年から1672年ごろにクリスチャン5世に仕えるようになった。彼はローゼンボー城そばのロイヤルガーデンにアトリエを構え、1670年から自らを宮廷画家と称するようになった。
1670年から1672年にかけて、彼は特にローゼンボー城に飾るための作品を描いて報酬を得ていた。コペンハーゲンを去ってからはストックホルムに住んでいたと考えられており、そこで1673年に町のブルジョワに請われて巨大なレターラックの絵を描いたとされる。1675年には再びドイツに行き、晩年の彼の作品として知られる作品を手がけた。その後の彼の活動は全くと言っていいほど知られていない。
コペンハーゲン滞在中の4年間で、ヘイスブレヒツは22点ほどのトロンプイユを描いており、その内の10点がデンマーク国立美術館でコレクションされていることがわかっている。21世紀においてヘイスブレヒツに帰属する作品はわずかに70点ほどであるが、コペンハーゲンにおいては、国立美術館の19作品、ローゼンボー城の2作品、フレデリクスボー城の国立歴史博物館の1点が確認されている。コペンハーゲンにおけるヘイスブレヒツのコレクションは世界的に見てもその質と量において抜きんでている。

## ジャンル・モチーフ・親近性

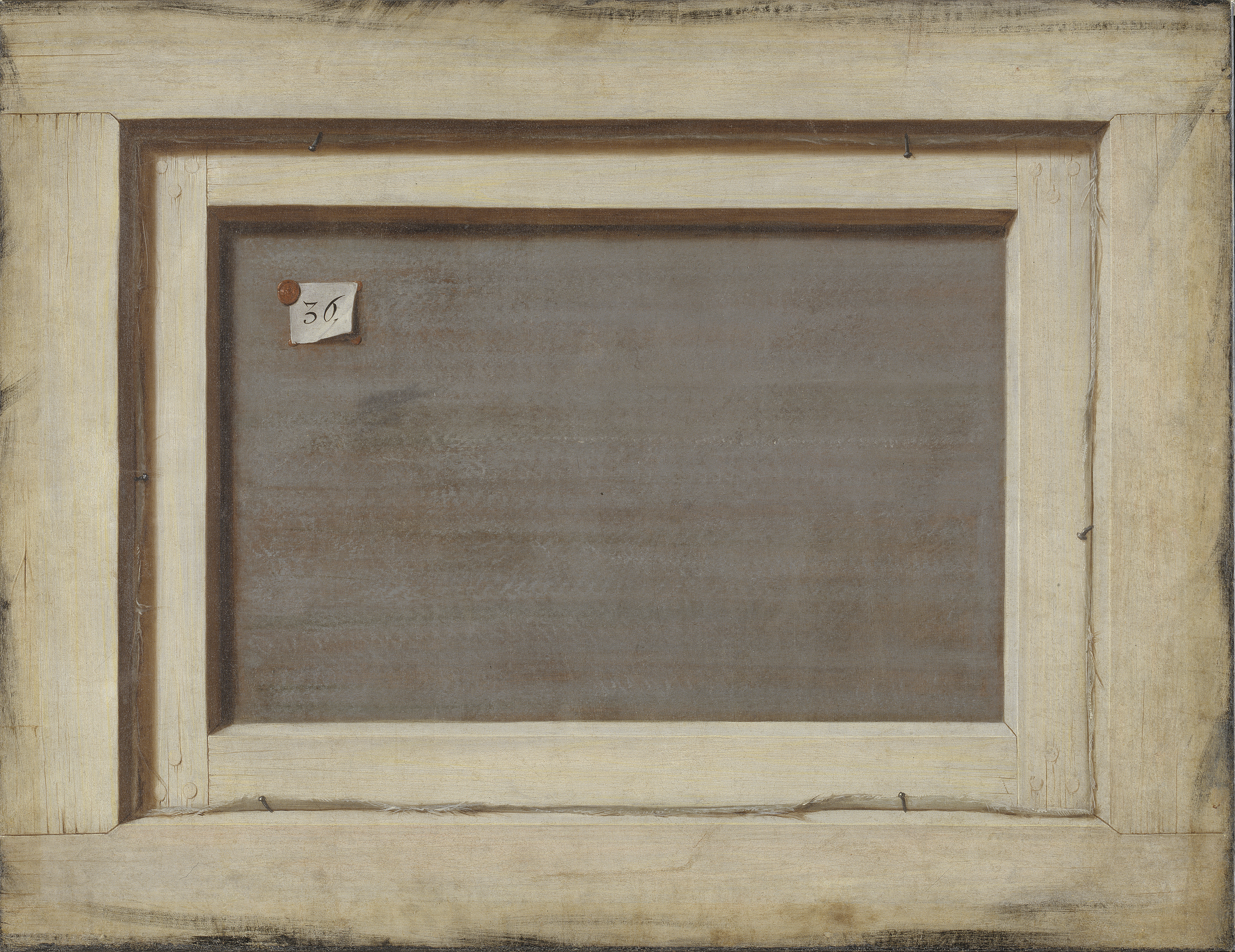
「裏返されたキャンヴァス」(1668年から1672年、コペンハーゲン国立美術館蔵）

ヘイスブレヒツはほとんどトロンプイユとヴァニタスしか描かなかった。この2つは17世紀後半に人気のあった絵画ジャンルである。
最も古い作品とされるのが1657年のヴァニタスであり、1662年まで彼は主にこのジャンルの作品を手がけている。ヘイスブレヒツのヴァニタスは、人生のはかなさを伝える伝統的なシンボルが重ね合わされていた。例えば藁をかぶった頭蓋骨であり、花瓶にいけられた花であり、わずかに点る蝋燭であり、人生の時を計り示すものとしての砂時計であった。
1662年以降、ヘイスブレヒツは純粋なヴァニタスを放棄してしまい、ヴァニタス的なモチーフをより複雑なトロンプイユを構成する細部に持ち込んだ。例えば、いわゆるアトリエの壁、レターラック（当時の掲示板）、狩猟道具や楽器をかけた壁、そして「切り抜き」(カット・アウト)であった。最後の手法は目を騙すことをさらに推し進めたもので、絵に描かれた木やリネンの生地がある形に切き抜かれていることで、鑑賞者はまるで三次元の物体の目の前に自分がいるかのように思い込まされてしまうのである。錯視を決定的なものにするために、ヘイスブレヒツは描くモチーフや対象を王族がふだん自然と目にするものに絞り、それを可能な限り実物に近いサイズで描いた。
様式的にみて、ヘイスブレヒツはオランダのヤン・ダーフィッツゾーン・デ・ヘームの影響を受けている。またかつてはフランシスカス・ヘイスブレヒツの作品と混同されることもあった。

## 遠近法の間
コペンハーゲンにあるヘイスブレヒツの22点の絵画のほとんどは王の「遠近法の間」(“perspektivkammer” ) のための作品だった。様々なものがコレクションされた、王のための驚異の部屋が、そう呼ばれていたのである。展示品は、選び抜かれたトロンプイユ、覗きからくり箱、中心投影による建築画などであった。『コペンハーゲンで鑑賞者は真に特別な歓迎を受けるのだ。それはトロンプイユの錯視と覗きからくりによる三次元の映像のもたらす、気が利いて遊び心にあふれた素晴らしい驚きであり、17世紀にここを訪れたものにとってはほとんど魔術的でさえあったことだ』。1690年の目録は、この部屋の29点の絵画のうち15点をヘイスブレヒツの作品に数えている。

## ギャラリー

コルネリス・ノルベルトゥス・ヘイスブレヒツ
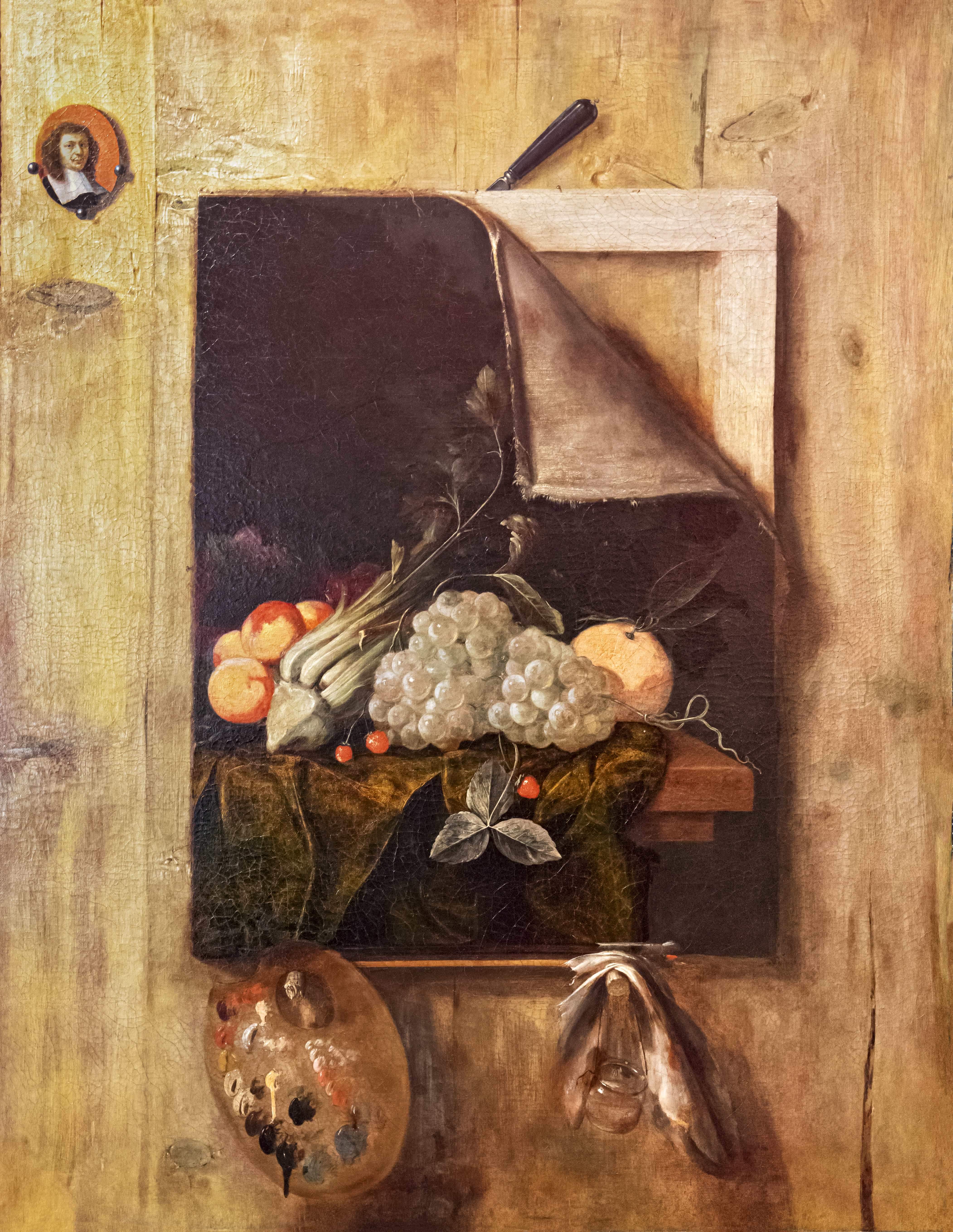
自画像のある静物画 (1663年)
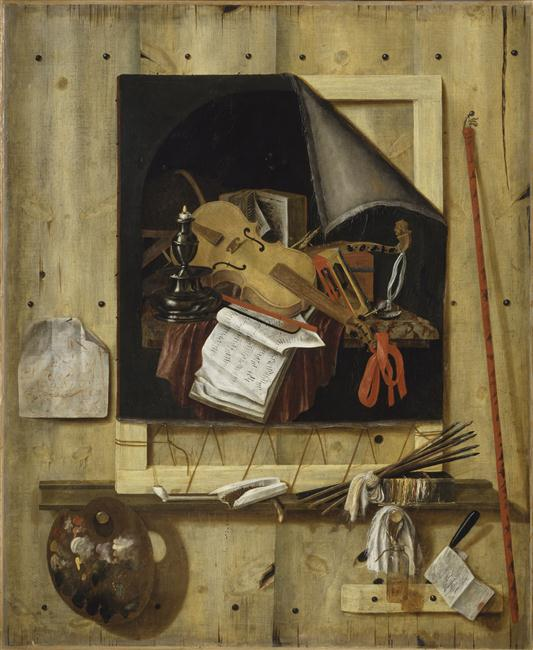
アトリエの壁とヴァニタスのトロンプイユ (1665年)
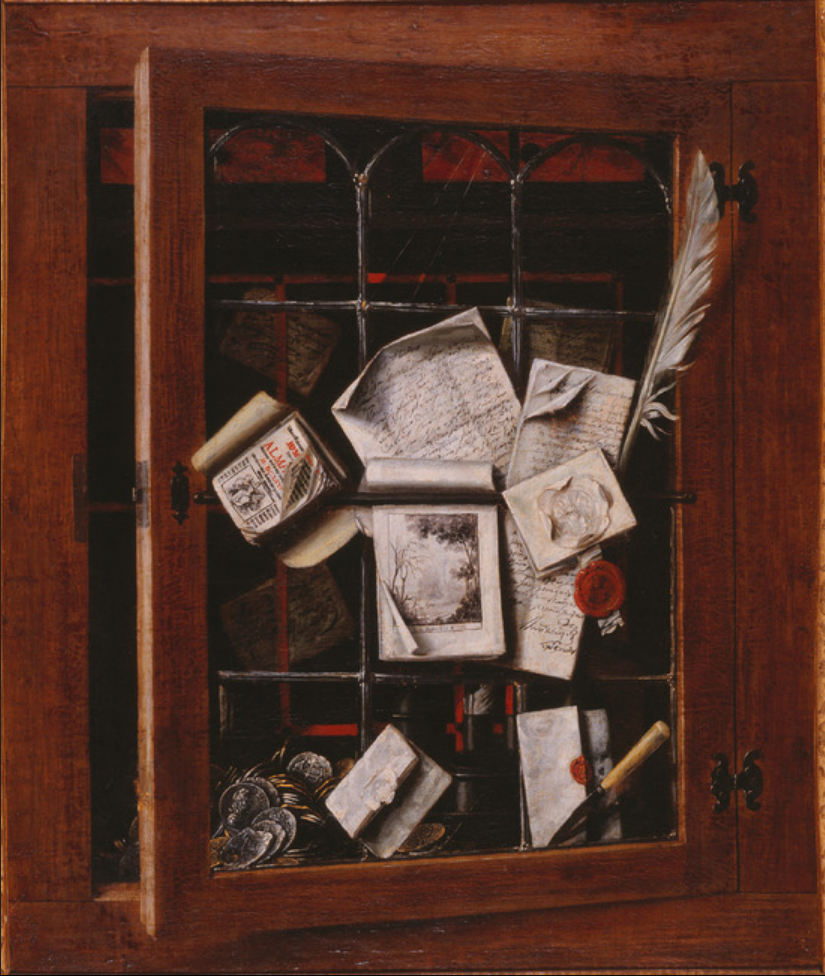
食器棚のトロンプイユ (1666年)
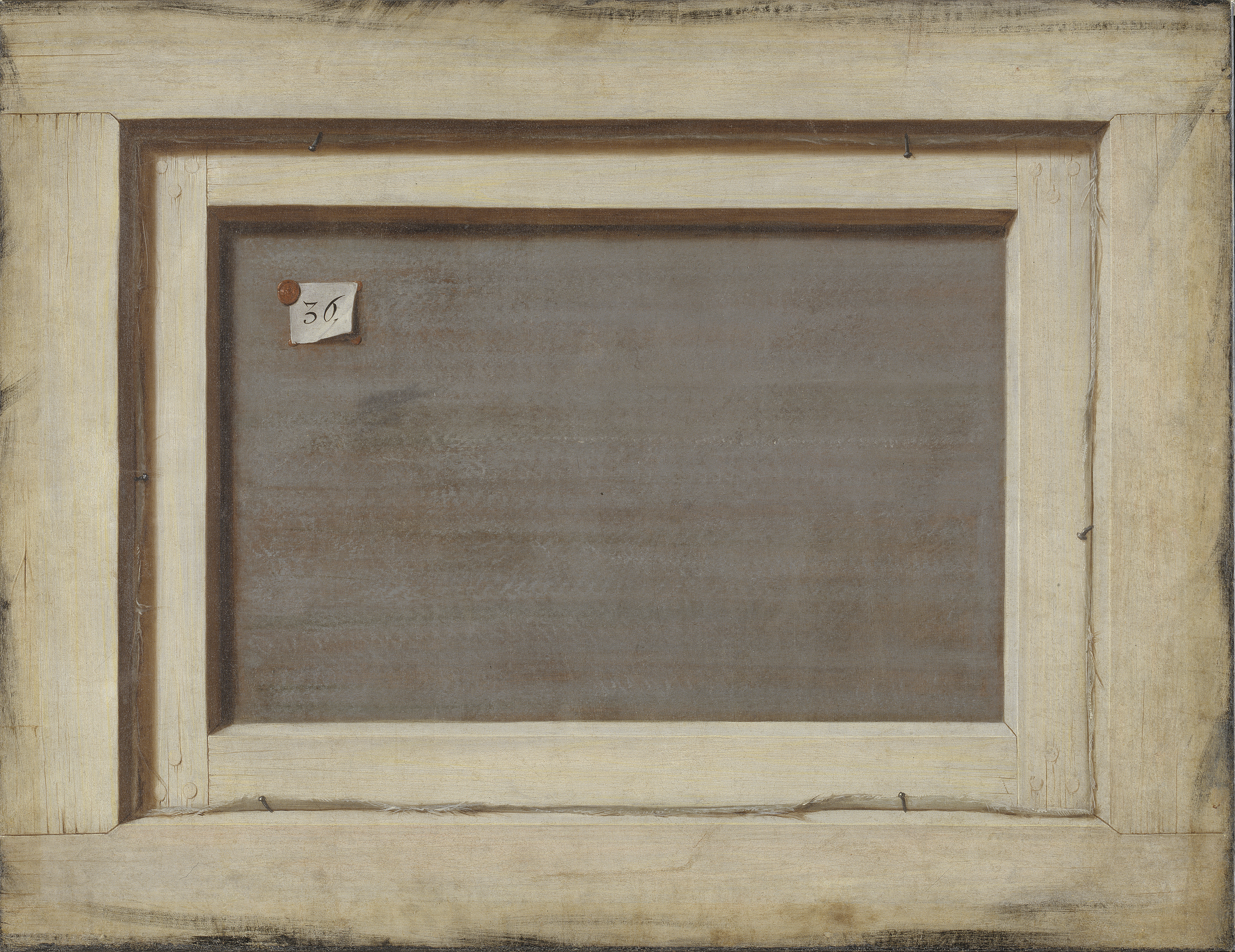
裏返されたキャンヴァス (1668年)
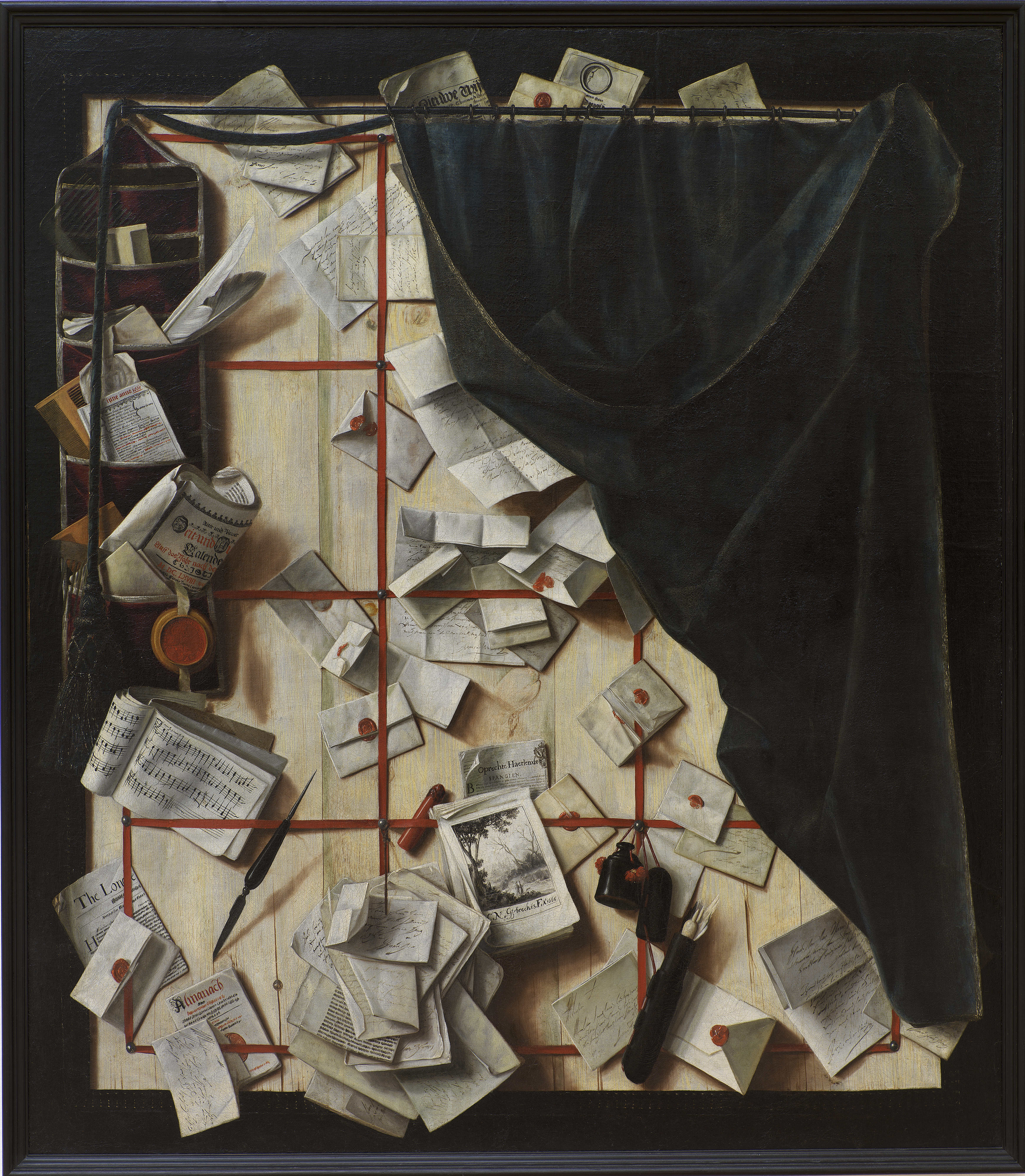
手紙のトロンプイユ (1668年)
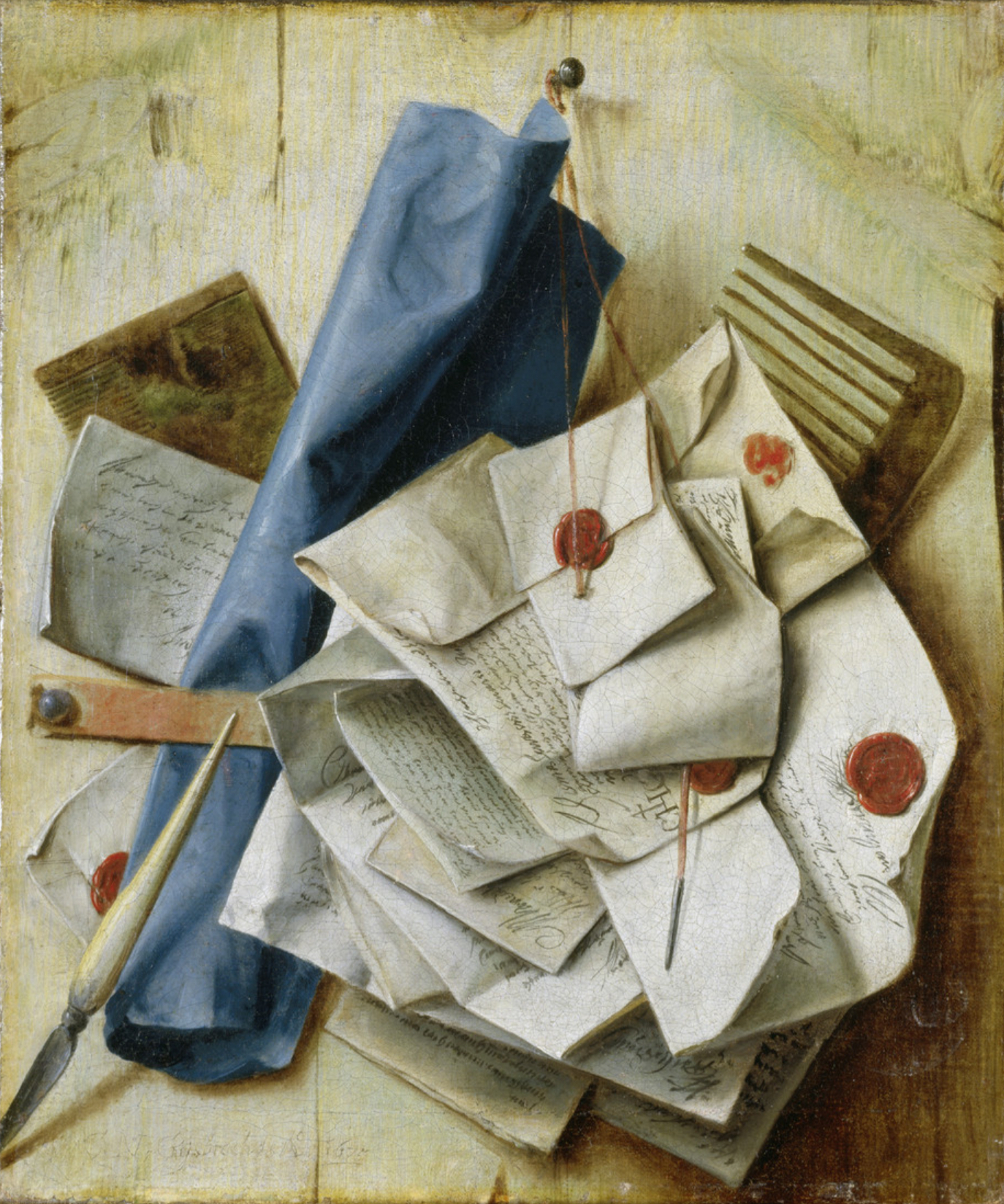
クオドリベット (1675年)
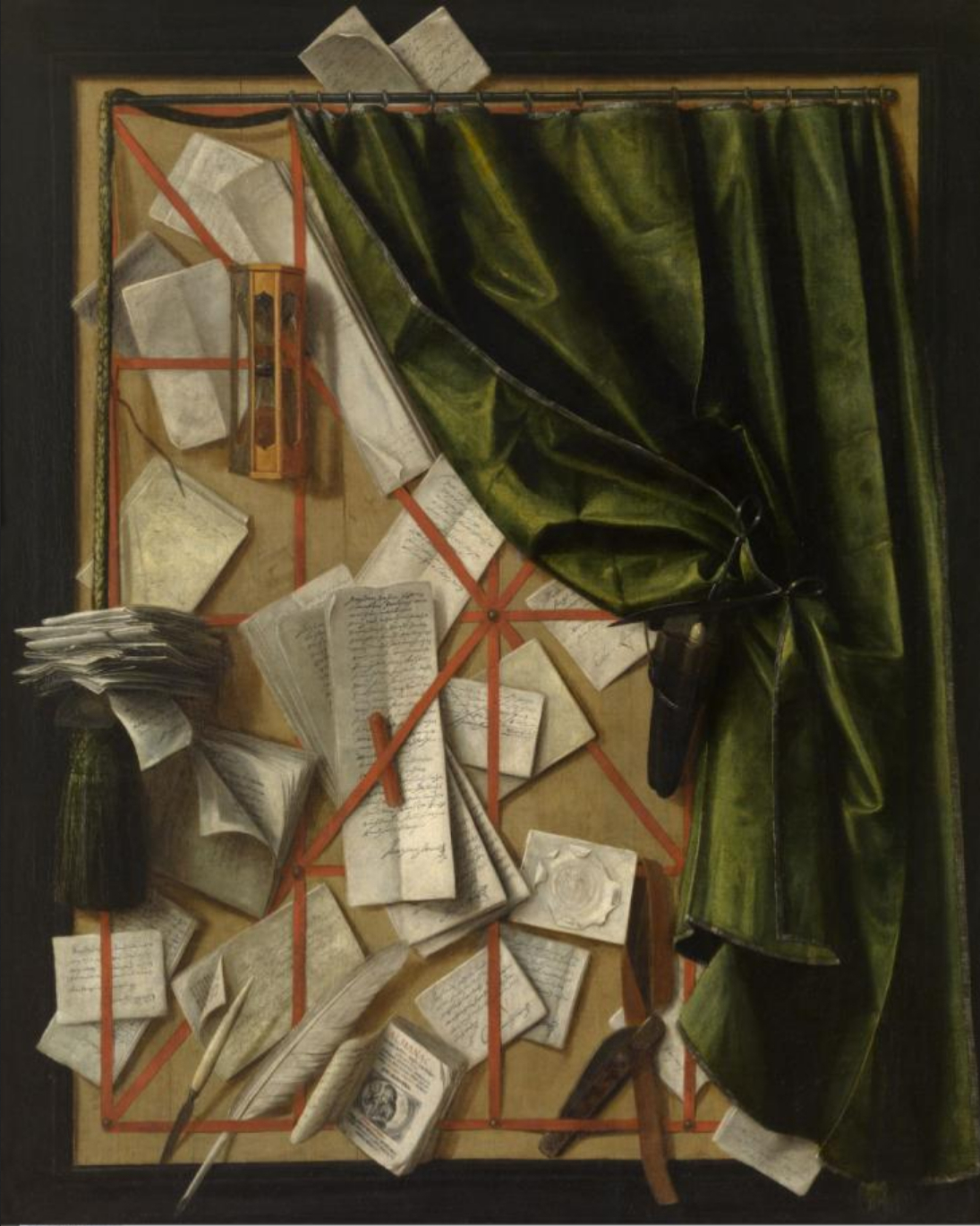
手紙とペンのトロンプイユ
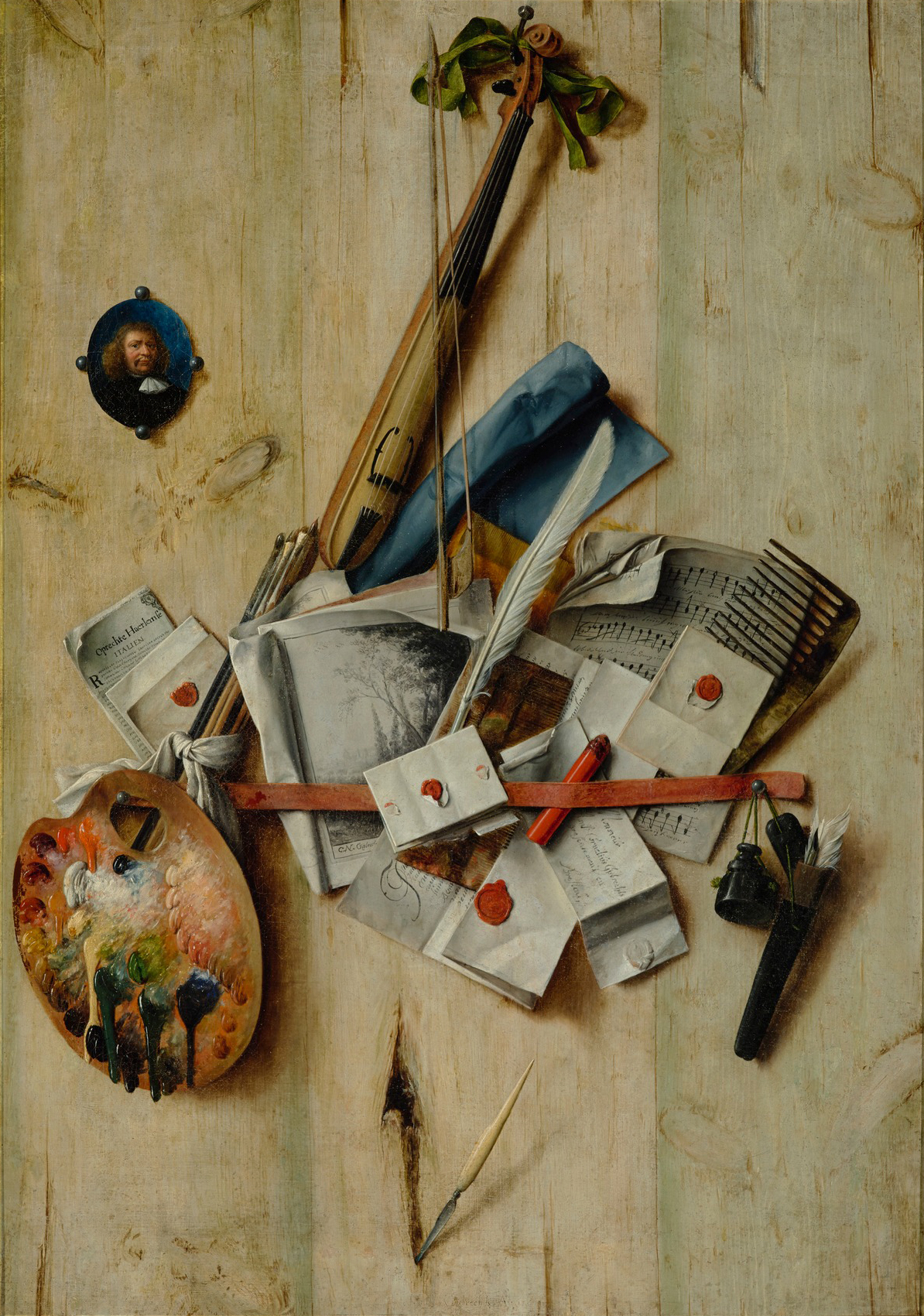
ヴァイオリンと画具と自画像のトロンプイユ (1675年、ワルシャワ王宮蔵）